# Richard Fournaux
Richard Fournaux, né le 17 décembre 1963 à Namur est un homme politique belge de langue française.
Membre du cdH jusqu'en 2004 où il représente l’aile droite du parti (RC), il est bourgmestre de Dinant jusqu’aux élections communales de 2018. Richard Fournaux entame sa carrière comme président des Jeunes PSC au national. En 1988, il est élu conseiller communal de Dinant. Après les élections de 1994, il devient bourgmestre de Dinant et conseiller provincial : il succède à Antoine Tixhon.
Lors des élections législatives de mai 1995, de 1999 et de 2003, Richard Fournaux est élu à la Chambre des représentants. Il a été candidat à l'élection présidentielle du cdH (remportée par Joëlle Milquet) en 2003. L'année suivante, il rejoint le MR, plus spécifiquement sa composante MCC.
Lors des élections du 14 octobre 2018, Richard Fournaux, après 24 ans à la tête de Dinant, perd le mayorat. Axel Tixhon (ID!) lui succède. Il reprend le maïorat lors des élections communales de 2024.

## Démêlés judiciaires
Richard Fournaux fait l'objet d'accusations de faux et usage de faux dans le cadre de l'appel d'offres qui a servi à désigner un nouveau gestionnaire pour le Casino de Dinant le 12 octobre 1999. Le lundi 26 mars 2012, le tribunal correctionnel de Dinant rend sa décision : Richard Fournaux est acquitté dans l'affaire du Casino de Dinant. Le lundi 2 avril, la famille Mantia, partie civile, décide d’interjeter appel de cette décision.
Le jeudi 20 décembre 2012, la sixième Chambre de la Cour d'appel de Liège confirme le premier jugement : Richard Fournaux est définitivement acquitté.Le tribunal civil de Dinant le condamne à régler les honoraires de ses avocats.